# 바게스트

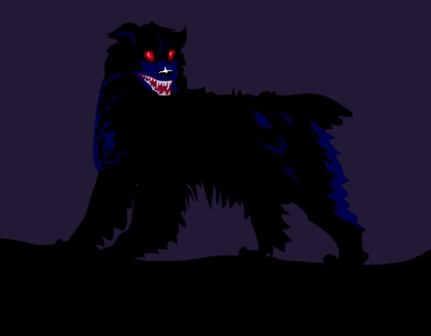
바게스트

바게스트(영어: Barghest, Barguest, Bargest)는 요크셔를 비롯한 잉글랜드 북부 지방에서 전승되는 괴이한 검둥개이다. 거대한 이빨과 갈고리발톱을 지녔으며, 때때로 요크 시내에 출몰한다고 한다. 전설에 따르면 요크 특유의 좁은 골목길(Snickleways)을 혼자 다니는 행인을 잡아먹는다 하며, 휘트비 읍에도 이 망령이 출몰한다고 한다.
달링턴 읍 근교에 전승되는 유명한 바게스트는 머리 없는 남자, 머리 없는 여자, 하얀 고양이, 하얀 개, 하얀 토끼, 검은 개 등의 형상으로 나타나며, 사라질 때는 화염에 휩싸여 사라진다. 또 달링턴 읍과 호튼 리 사이에 있는 "섬뜩하게 생긴(uncannie-looking)" 골짜기에도 바게스트가 한 마리 산다고 하고, 리즈 시 근교 레그혼과 헤딩리힐 사이의 황무지에도 한 마리가 출몰한다고 한다.
불타는 눈을 가진 커다란 검둥개의 형상 외에도 투명한 모습을 취할 수도 있으며, 이 때는 걸을 때 쇠사슬이 철컹거리는 소리가 난다. 저명한 사람이 죽을 때면 바게스트가 나타나며, 그 일대의 다른 평범한 개들이 일제히 인간의 장례식 행렬처럼 바게스트를 뒤따르면서 곡을 하듯 울어댄다. 또 바게스트가 누군가의 집 문지방 위를 깔고 앉으면 그 집 주인이 죽을 징조이다. 흡혈귀와 마찬가지로 바게스트도 흐르는 물을 건널 수 없다는 전승도 있다.
"바게스트"라는 말의 어원은 불확실하다. 잉글랜드 북부에서 "고스트"(Ghost)를 옛날에 "게스트"(guest)라고 발음한 적이 있기에, "읍의 귀신"이라는 뜻의 "버게스트"(burh-ghest)가 그 원형이라는 설이 있다. 다른 설로는 독일어로 "산의 정령"이라는 뜻의 "베르크가이스트"(Berg-geist) 또는 "곰의 정령"이라는 뜻의 "베어가이스트"(Bär-geist)에서 비롯된 것이라는 해석도 있다. 또는 "장례식 상여의 정령"이라는 뜻의 "비어가이스트"(Bier-Geist)가 원형이라는 설도 있다.

## 같이 보기
- 셔크
- 와일드헌트
- 쿤 아눈